# 国道162号

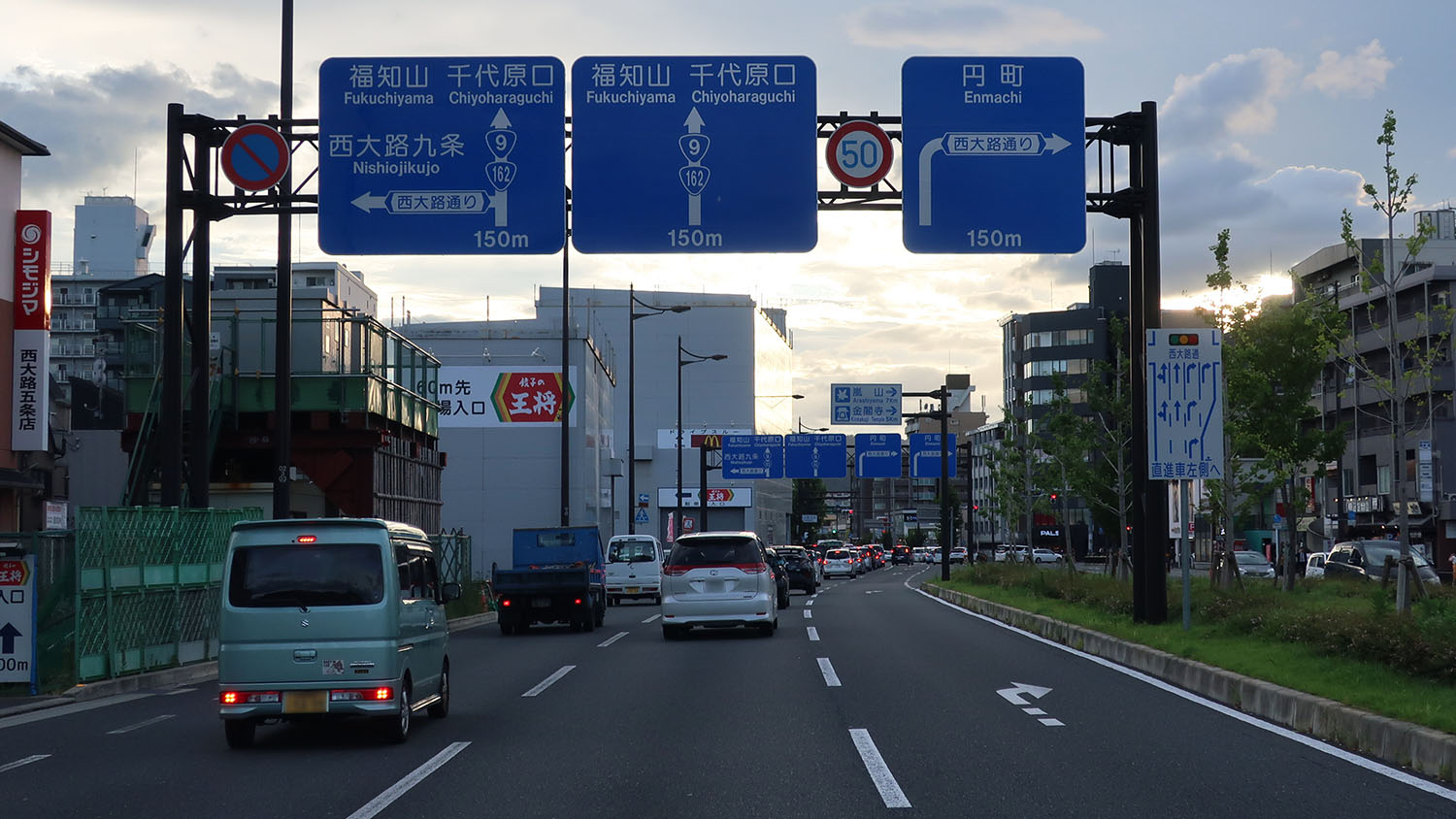
国道162号 起点
京都府京都市右京区
西大路五条交差点付近

国道162号（こくどう162ごう）は、京都府京都市右京区から福井県小浜市や三方上中郡若狭町を経由して、敦賀市に至る一般国道である。

## 概要

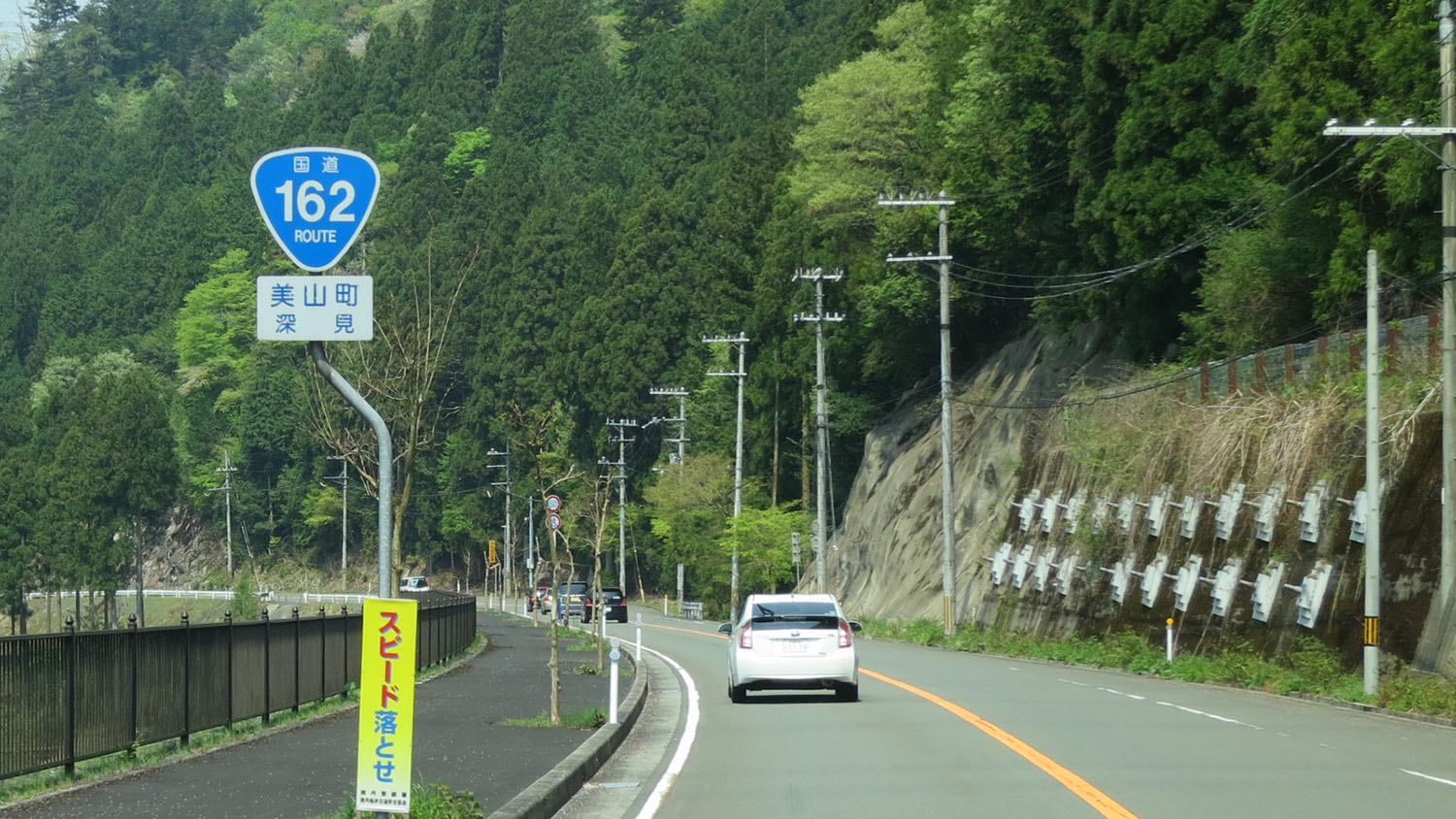
京都府南丹市美山町深見
（2014年5月）

京都府京都市右京区の市街地より北へ、丹波山地から日本海側の若狭湾に抜けて、リアス式海岸を縫って若狭湾東端に位置する福井県敦賀市に達する延長約147 kmの一般国道の路線で、主な通過地は、京都府の笠峠、京都市右京区京北地区、南丹市、堀越峠、福井県大飯郡おおい町名田庄地区、小浜市、三方上中郡若狭町、三方郡美浜町である。起点は、京都市右京区内の西大路五条交差点にあり、ここから五条天神川交差点の国道9号分岐までの東西の直線区間は国道9号との重用区間、また福井県側の三方上中郡若狭町の三方交差点から終点・敦賀市内の国道8号敦賀バイパス坂の下IC間は、国道27号・国道8号との重用区間である。「山陰と北陸の架け橋」としての機能を果たしている。
国道162号のうち、京都市街から小浜までの区間は、かつて若狭湾で獲れた魚介を京都まで運搬する物流ルートだった鯖街道のひとつで、周山街道の別名でよばれている。

### 路線データ
一般国道の路線を指定する政令に基づく起終点および重要な経過地は次のとおり。
- 起点：京都市（右京区、西大路五条交差点 = 国道9号上、京都市道181号京都環状線交点）
- 終点：敦賀市（坂の下IC = 国道8号敦賀バイパス交点、国道27号・国道161号起点）
- 重要な経過地：京都府北桑田郡京北町[注釈 2]、小浜市、福井県三方郡三方町[注釈 3]
- 総延長 : 146.8 km（福井県 82.5 km、京都府 22.8 km、京都市 41.5 km）重用延長を含む。[4][注釈 4]
- 重用延長 : 23.0 km（福井県 21.6 km、京都府 - km、京都市 1.4 km）[4][注釈 4]
- 実延長 : 123.8 km（福井県 61.0 km、京都府 22.8 km、京都市 40.1 km）[4][注釈 4]
  - 現道 : 123.8 km（福井県 61.0 km、京都府 22.8 km、京都市 40.1 km）[4][注釈 4]
  - 旧道 : なし[4][注釈 4]
  - 新道 : なし[4][注釈 4]
- 指定区間：国道9号、国道27号、国道8号と重複する区間（京都府京都市右京区・西大路五条交差点（起点） - 天神川五条交差点、福井県小浜市・湯岡橋東詰交差点 - 湯岡交差点、福井県三方上中郡若狭町・三方交差点 - 敦賀市・坂の下IC（終点））[5]

## 歴史
- 1953年（昭和28年）5月18日 - 二級国道162号京都小浜線（京都市 - 小浜市）として指定施行[6]。
- 1965年（昭和40年）4月1日 - 道路法改正により一級・二級区分が廃止されて一般国道162号として指定施行[3]。
- 1970年（昭和45年）4月1日 - 京都市右京区西大路五条交差点 - 福王子交差点の経路を天神川通経由に変更。国道の単独区間であった西大路一条交差点 - 仁和寺前交差点は前日に京都府一般地方道1号銀閣寺宇多野線の一部として編入される[7]。
- 1982年（昭和57年）4月1日 - 終点側を延伸し、一般国道162号（京都市 - 敦賀市）として指定施行[8]。

## 路線状況

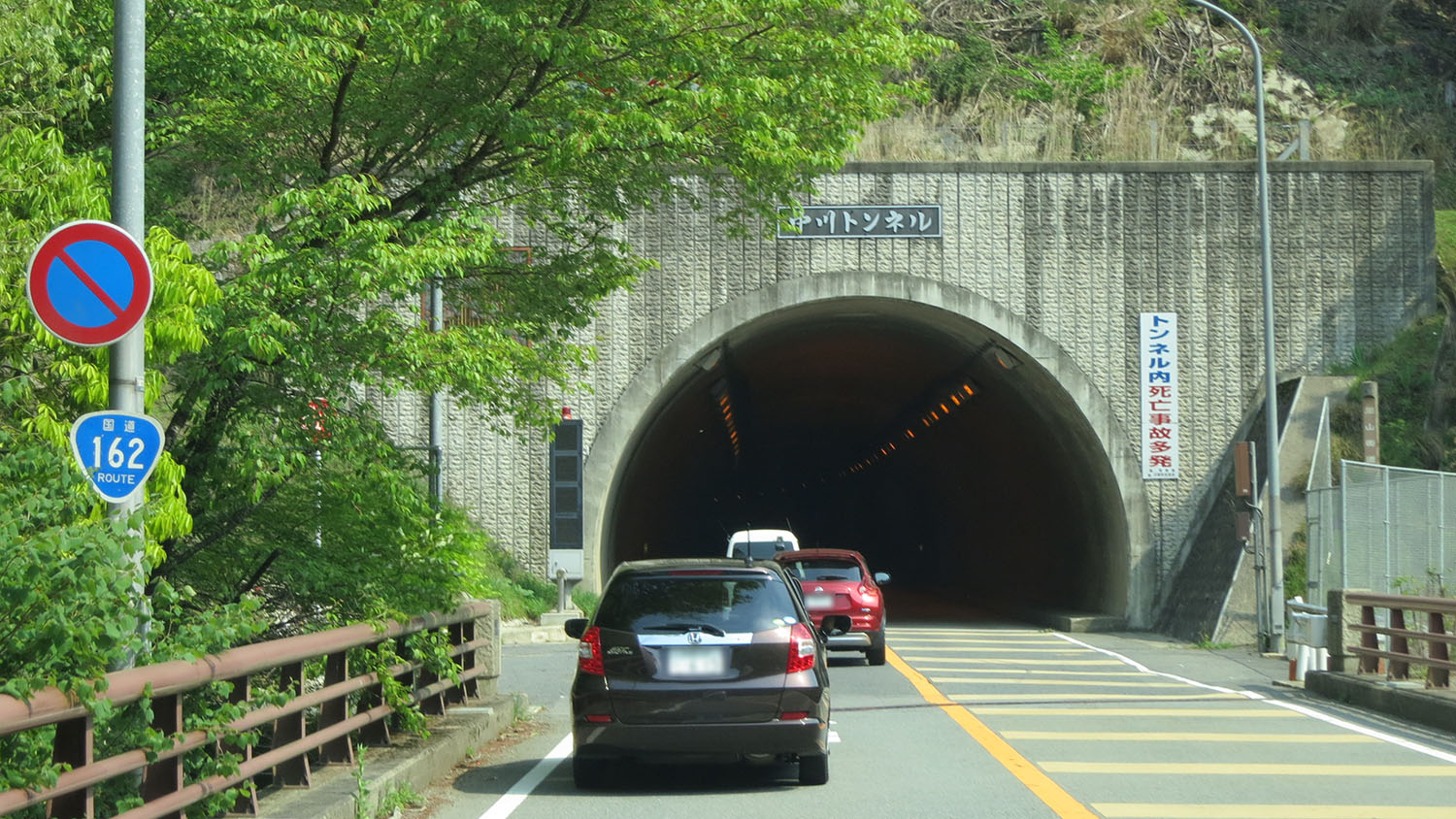
中川トンネル付近
京都府京都市右京区梅ケ畑亀石町

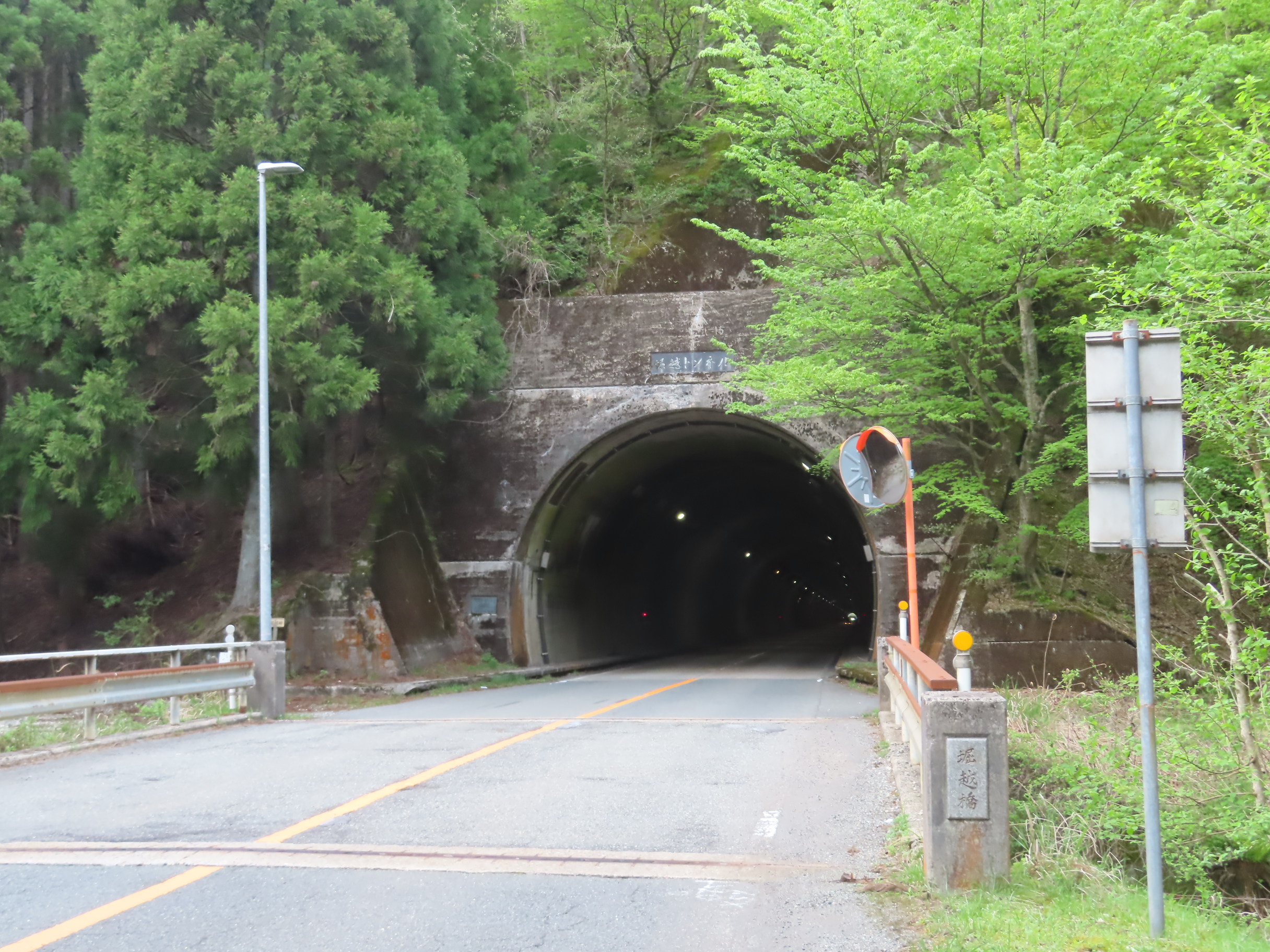
堀越トンネル付近京都府南丹市美山町盛郷

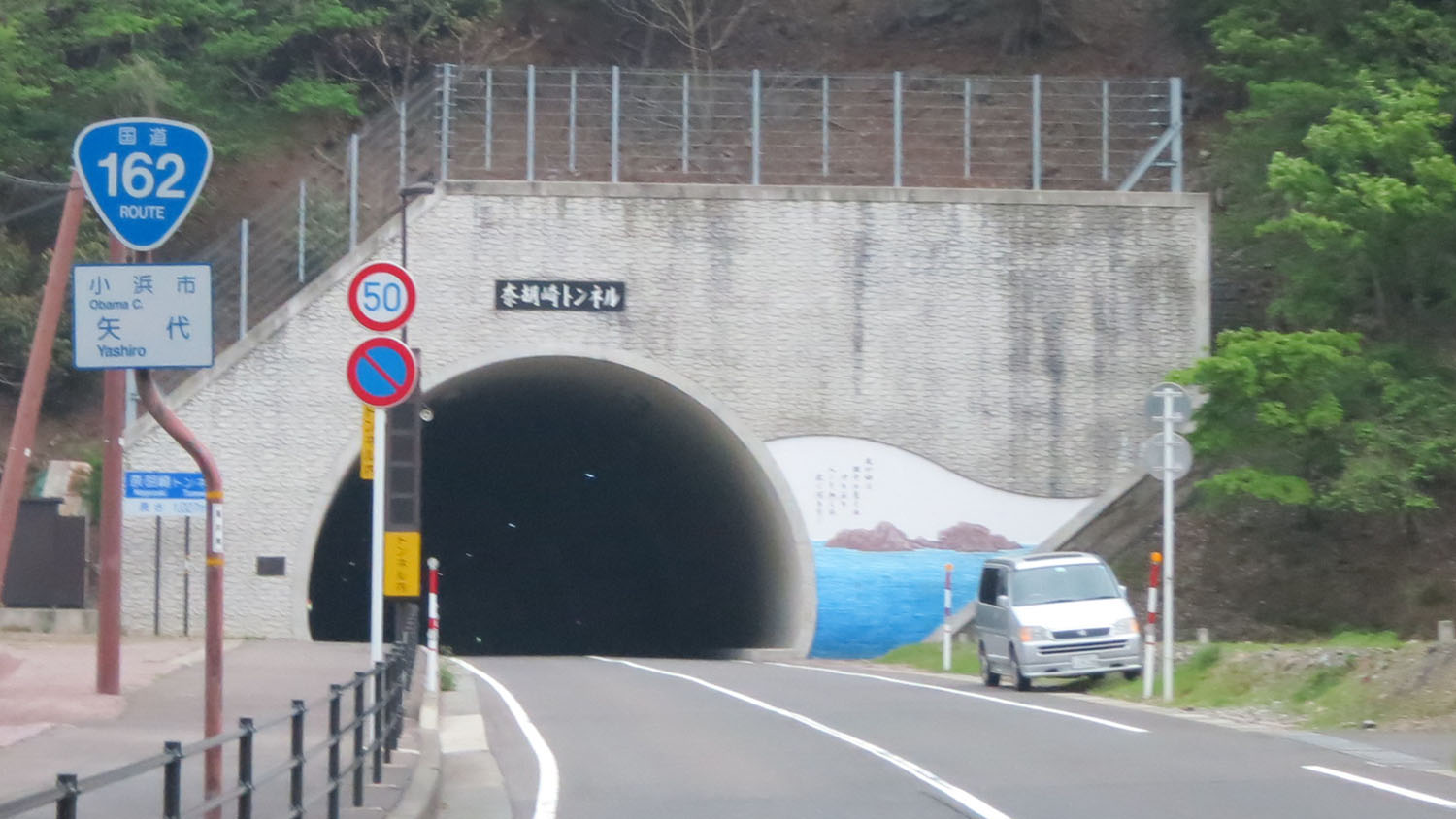
奈胡崎トンネル付近
福井県小浜市矢代

京都市中心部
西大路五条交差点から西へ向かい、天神川五条交差点に至る。その後は北に進路を変え、京都市右京区を貫いていく。京福嵐山線（嵐電）と平面交差したあと市営地下鉄太秦天神川駅のわきを通り、福王子交差点に至る。
| 区間              | 2005年 | 2010年 | 2015年 | 2021年 |
| ----------------- | ------ | ------ | ------ | ------ |
| 御池通 - 丸太町通 | 19,192 | 18,282 | 17,755 | 14,956 |

周山街道
京都市右京区・福王子から小浜市街に至るまでの区間は別名周山街道とも呼ばれる。ほぼ全線が山間部を通る片側1車線の道路で、最高速度は時速40 - 50 km/h規制である。信号が少なく走り応えがある起伏が多い路線であるためサイクリングする自転車の光景が見られるが、一部では道幅の狭い区間があり自動車と自転車が混在する上では危ない場所も見られる。また、里山や海の景色を楽しめる路線としてツーリングに人気の路線であるが、京都府警察によると交通事故による死者5人はいずれも二輪の運転者であり、4月 - 10月のツーリングのシーズンに事故が起きている。対策として取締の強化や、看板・横断幕の設置が行われている。
福王子交差点では京都府道29号宇多野嵐山山田線と交差する。京都市街からたどって行くと、最初の峠に御経坂峠（みきょうざかとうげ）を超えて高雄へ至るが、この区間は急カーブが連続する。高雄を過ぎると中川の集落をバイパスする中川トンネルを抜け、山間の集落を通過しながら笠峠を超える笠トンネルに差し掛かる。この笠峠は京都市北区と旧京北町（右京区京北）の境となっていた。笠トンネルを抜け、さらに進行すると、かつて国道162号の難所の一つと言われた栗尾峠は急坂急カーブが連続したが、峠の下を通過する京北トンネルが2013年（平成25年）12月21日完成した。この栗尾峠を越えると周山街道の名の由来である京北周山地区へ到着する。国道477号との交差点には2010年（平成22年）4月17日に道の駅ウッディー京北が開設された。
2007年（平成19年）7月には、周山の集落を横切っていた国道に並行して新たにバイパスが開通した。旧道はその後指定解除されている。ここから深見峠の入り口となる京北上弓削までは平坦な直線路が続く。深見峠に差し掛かると峠道は制限速度50 km/hの緩やかなワインディングが続き、深見トンネルを抜ける。深見峠は京都市と南丹市の境界となっている。ここから南丹市美山町深見の集落を過ぎ、由良川にかかる橋（通称：赤橋）を越えると道の駅美山ふれあい広場に到着する。美山ふれあい広場を過ぎると、国道162号は再びヘアピンカーブが連続する九鬼ヶ坂（くきがさか）を超え、福井県に向けて北へと伸びる。
堀越峠を堀越トンネルで超え福井県おおい町に入ると、スノーシェルターが設置されている急峻な下り坂が続き、道の駅名田庄に到着する。ここからは国道27号に至るまで開放的な平坦な田舎道が続き、小浜市街へ着く。
| 区間                          | 2005年 | 2010年 | 2015年 | 2021年 |
| ----------------------------- | ------ | ------ | ------ | ------ |
| 宇多野嵐山山田線 - 山越通     | 10,914 | 9,691  | 10,527 | 9,348  |
| 宮ノ辻神吉線 - 国道477号      | 4,477  | 4,891  | 4,367  | 4,188  |
| 京都広河原美山線 - 園部平屋線 | 2,936  | 2,926  | 3,086  | 2,703  |
| 坂本高浜線 - 染ヶ谷小倉線     | 1,815  | 2,032  | 1,803  | 1,435  |

小浜市街から海沿いへ
小浜市阿納尻以東は若狭湾に沿う区間が多い。
この区間は長年にわたり、離合が困難であったりセンターラインが無い（書かれていない）区間が多く、大型車の通行を禁止するなどの措置がとられる悪路であったが、2009年（平成21年）7月17日に奈胡崎トンネル（同市矢代 - 同市田烏）が供用され、ほぼ全区間において大型車の通行が可能となった。
| 区間                      | 2005年 | 2010年 | 2015年 | 2021年 |
| ------------------------- | ------ | ------ | ------ | ------ |
| 小浜停車場線 - 小浜上中線 | 7,479  | 5,908  | 5,372  | 5,970  |
| 海士坂鳥浜線 - 国道27号   | 4,547  | 4,298  | 3,870  | 4,157  |

### 通称
- 五条通
- 天神川通（葛野中通）
- 周山街道

### バイパス

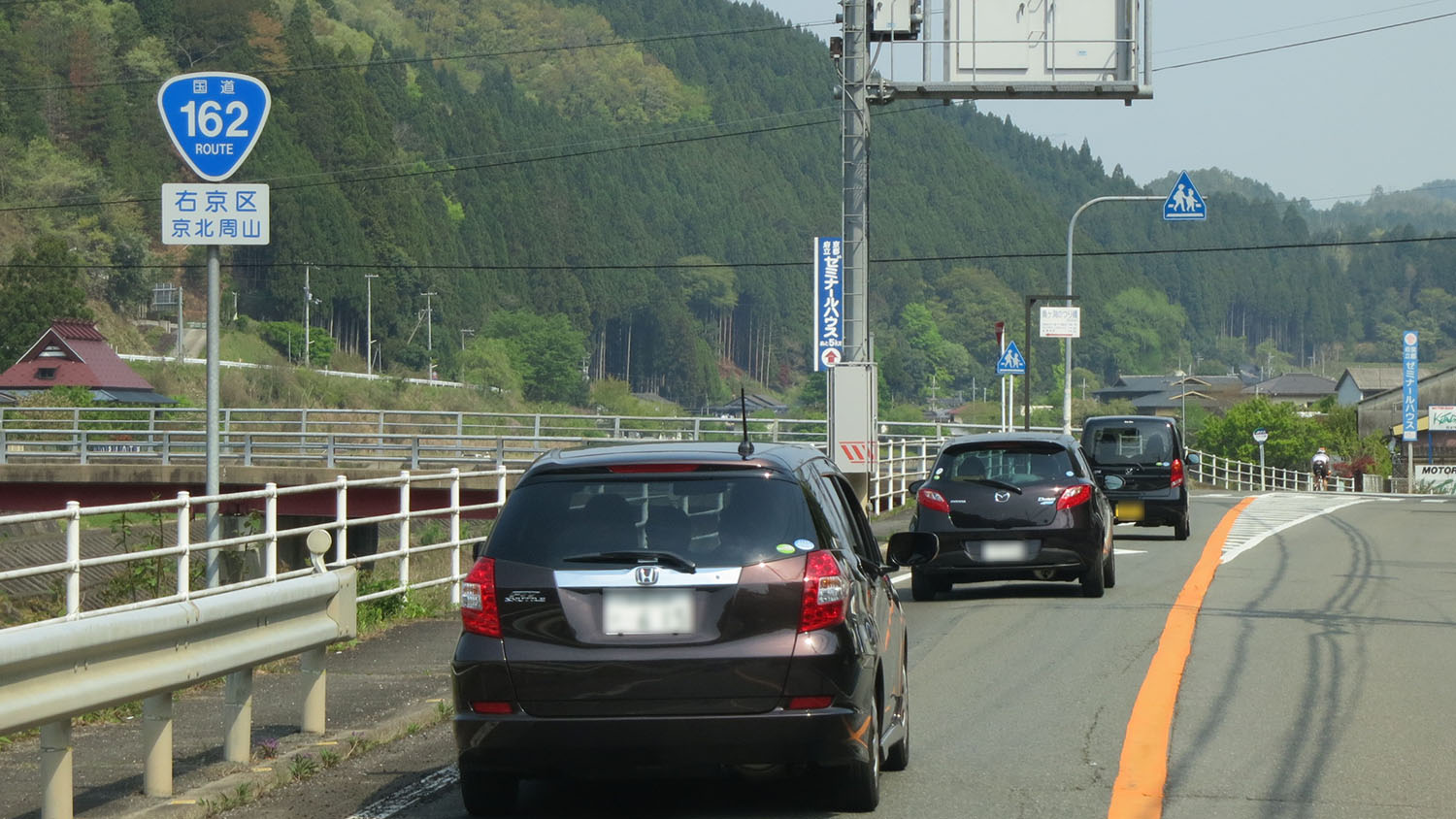
栗尾バイパスの現道拡幅予定部分
京都府京都市右京区京北周山町

京都府
- 高雄改良

高雄集落の生活道路・通学路となっている箇所を拡幅し、歩道を設置するもの。
- 川東拡幅

線形不良の箇所が多く、がけ崩れがたびたび起きている中川・高雄間の計画延長2150 mをトンネル3箇所、橋梁4箇所を設けることによって改良する事業。事業区間は高山寺を過ぎたあたりから中川集落の手前までである。2008年（平成20年）3月29日に杉の里トンネルと絋葉橋，美杉橋が完成し、第一工区の供用が行われた。残りの第二工区の着工は2012年（平成24年）に「道路整備事業の見直し」により事業進捗を一時見送りしたが、2017年（平成29年）には事業再開し2020年（令和2年）には工事着手になった。
- 栗尾バイパス

栗尾バイパス（くりおバイパス）は、京都市右京区京北細野町から同区京北周山町に至る計画延長4,300 mのバイパス道路である。笠トンネルと後述の周山道路の間に位置している。
山間部の栗尾峠を超える区間であることから、冬期は積雪や路面凍結が発生するほか、急カーブが連続する厳しい線形となっていることから交通事故が多発していたが、1993年（平成5年）より京都府が代替ルートの調査を実施した結果、地形の制約からトンネルで同区間を通過させる計画として延長2,313 mのトンネルを掘削した。なお、事業が開始された当初は全区間が北桑田郡京北町に所属し、京都府が事業を実施していたが、京北町の京都市への編入合併に伴い、以降は京都市による「合併事業」のひとつとして施工されている。トンネルは京北開閉所の地下を避け、湾曲した線形を描いている。
東北地方太平洋沖地震（東日本大震災）の発生に伴う京都市の道路整備事業見直しにおいては既存の橋梁の耐震補強や修繕を優先する方針が出されたが、この方針により隣接する改良が計画されていた「清風トンネル」から周山側の工事未着手区間の事業が2012年（平成24年）から4年間見送られることとなった。一方、事業続行区間の供用開始は2013年度（平成25年度）を見込んでいたが、同年12月21日に「京北トンネル」の名称で供用を開始することが決定した。
旧道（トンネル供用前までの現道）については、京都市中心部側は、関西電力の京北開閉所へのアクセス道路として残されており、京北地域（旧 京北町）側の2.5 kmについては車両通行止めとし、自転車歩行者専用道路として整備されている。
清風洞の改良は西側に新たなトンネル(仮称第二トンネル）を設置することで2016年（平成28年）の再評価後も継続中となっているが、京北トンネルと栗尾トンネル（清風洞）の間の拡幅が完了した時点で京都市のページでは完成済の事業とされているなど停止している。
- 周山道路

周山道路（しゅうざんどうろ）は、京都市右京区京北周山町に建設された延長2,000 mのバイパス道路である。周山バイパスとも表記される。

1991年（平成3年）に事業着手し、1998年度（平成10年度）に130 m、2002年度（平成14年度）に530 mをそれぞれ部分供用し、2007年（平成19年）7月に残区間の供用をもって完成供用された。
福井県
下記バイパスは、いずれも国道27号との重複区間に属するバイパスである。
- 金山バイパス（福井県敦賀市 - 福井県三方郡美浜町）
- 美浜東バイパス（福井県三方郡美浜町）

### 重複区間

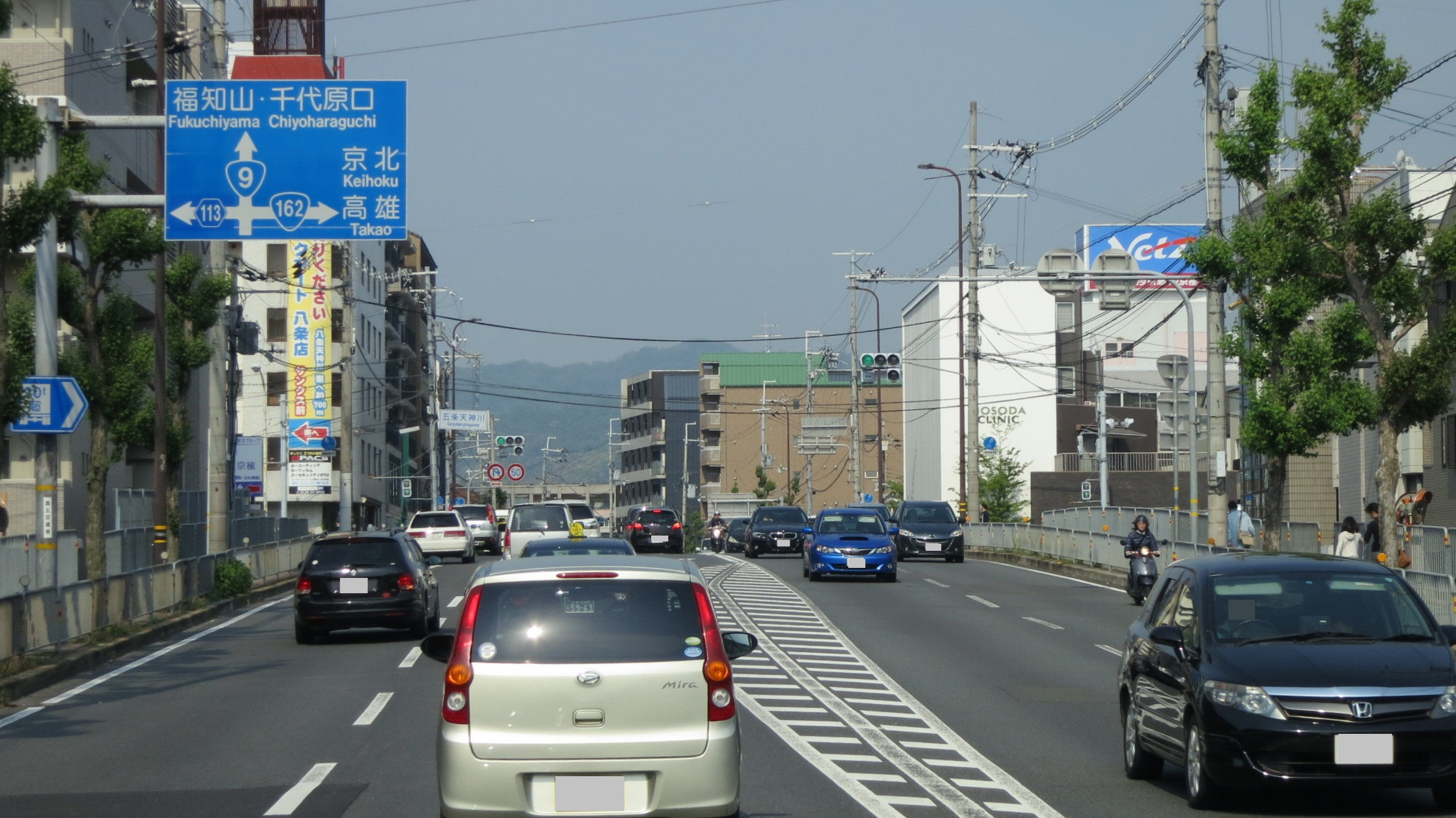
国道9号（重複区間）からの分岐、五条天神川交差点
京都府京都市右京区

- 国道9号（起点、西大路五条交差点 - 五条天神川交差点）
- 国道27号（小浜市・湯岡橋東詰交差点 - 湯岡交差点）
- 国道27号（三方上中郡若狭町・三方交差点 - 終点、敦賀市・坂の下IC）
- 国道8号・国道161号（敦賀市・岡山1丁目交差点 - 終点、坂の下IC）

### 道路施設

#### 道の駅
- 京都府
  - ウッディー京北（京都市右京区京北周山町）
  - 美山ふれあい広場（南丹市美山町安掛）
- 福井県
  - 名田庄（大飯郡おおい町名田庄納田終）
  - 三方五湖（三方上中郡若狭町鳥浜）
  - 若狭美浜はまびより（三方郡美浜町郷市、国道27号重複区間）

## 地理

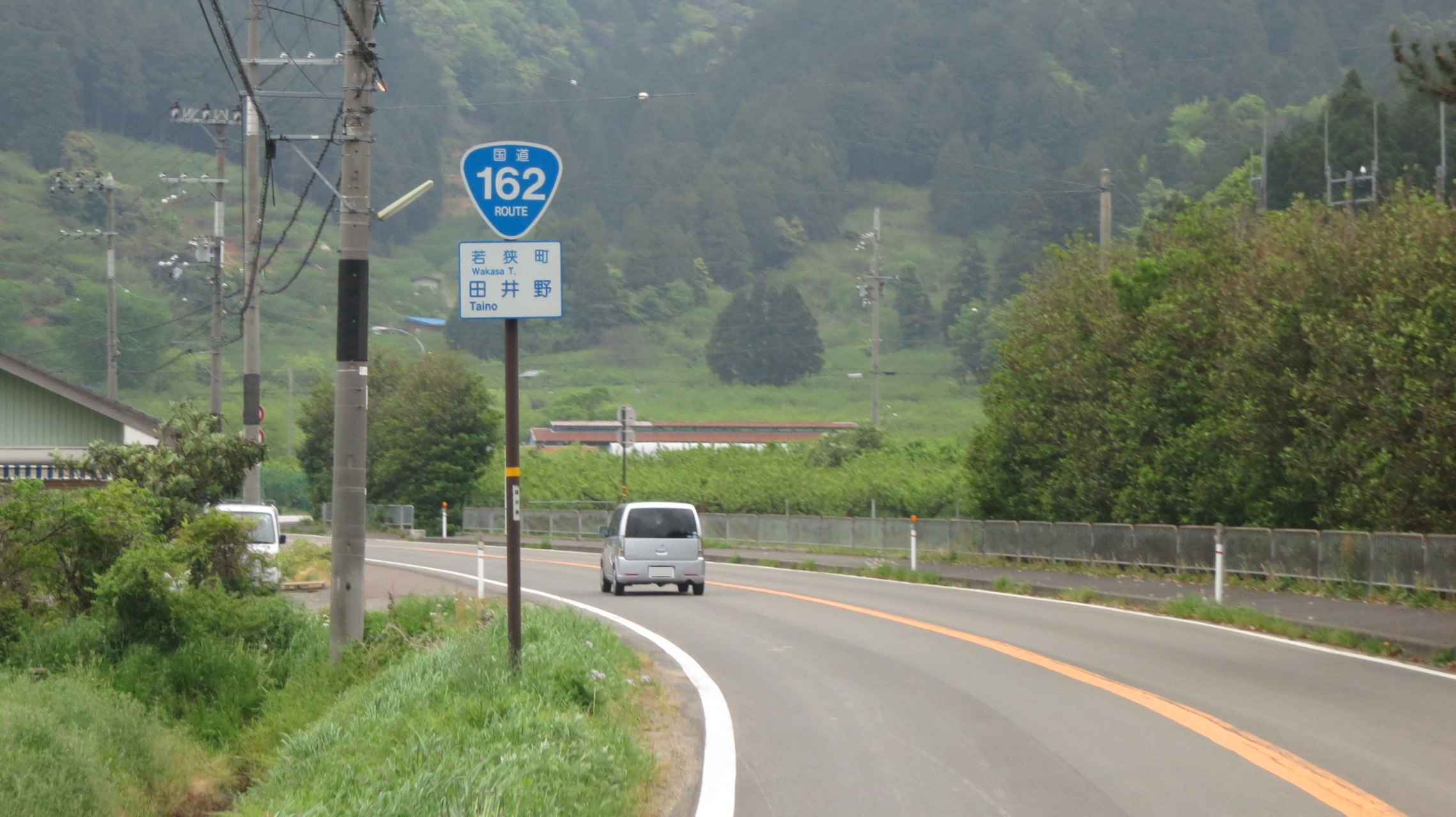
福井県三方上中郡若狭町田井
（2014年5月）

周山街道の大部分の区間は多数のワインディングと、清滝川や弓削川、棚野川、南川などの河川と絡み合うように縫って道路が走ることから景観の優れる橋も多い。峠の頂上付近はトンネルで、深い森林の中を道路が走る。

### 通過する自治体
- 京都府
  - 京都市（右京区 - 北区 - 右京区）- 南丹市
- 福井県
  - 大飯郡おおい町 - 小浜市 - 三方上中郡若狭町 - 三方郡美浜町 - 敦賀市

### 交差する道路

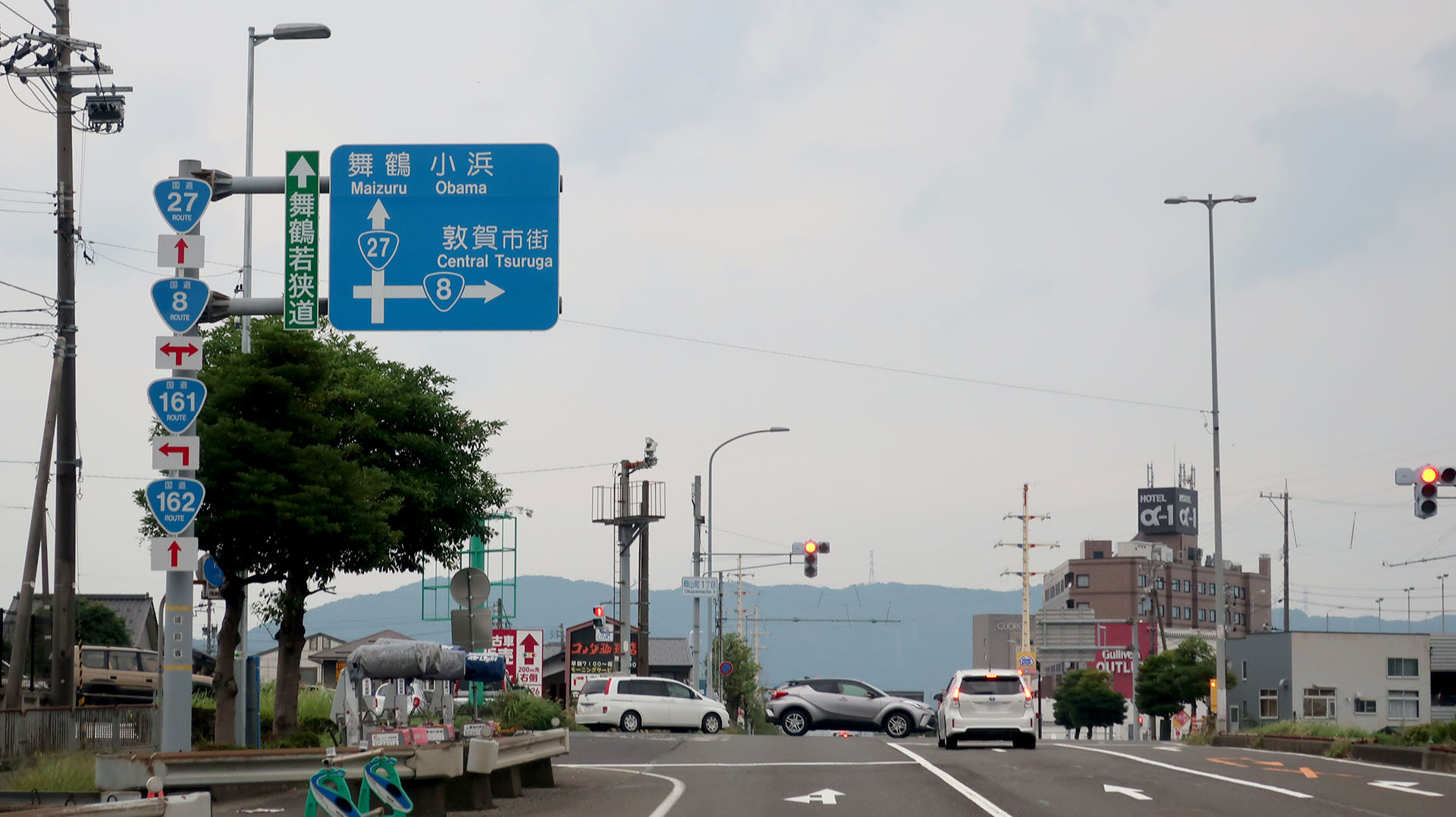
国道8号（現道）との交差
福井県敦賀市岡山町1丁目交差点

- 国道9号：京都市右京区・西大路五条交差点 - 天神川五条交差点
- 国道477号：京都市右京区京北周山町
- 国道27号：小浜市・湯岡橋東詰交差点 - 湯岡交差点
- 国道27号：三方上中郡若狭町・三方交差点 - 敦賀市・坂の下IC
- 国道8号・国道161号：敦賀市・岡山1丁目交差点 - 坂の下IC

### 主な峠
- 御経坂峠
- 笠峠
- 栗尾峠
- 深見峠
- 九鬼ヶ坂
- 堀越峠（旧道）